# Wolfgang Wolfram
Wolfgang Wolfram (* 28. Juli 1939) ist ein ehemaliger deutscher Fußballspieler. Der Verteidiger hat bei Eintracht Braunschweig von 1960 bis 1963 in der damals erstklassigen Fußball-Oberliga Nord 48 Ligaspiele absolviert.

## Karriere
Wolfram soll 1959 von Sportfreunde Gladbeck zu Eintracht Braunschweig gekommen sein. Sein Spielername ist aber nicht in der West-Chronik des DSFS im Aufgebot der 2. Liga West 1958/59 bei den Sportfreunden aus Gladbeck enthalten.
In der Saison 1959/60 spielte er mit der Eintracht Amateurmannschaft in der Amateur-Oberliga Niedersachsen Ost und belegte mit seinen Mannschaftskameraden den 14. Rang. Zur Saison 1960/61 wurde der Eintracht-Amateur in den Vertragsspielerkader für die Oberliga Nord aufgenommen. Zur Mannschaft von Trainer Hermann Lindemann kamen auch noch die externen Neuzugänge Heinz Bohnes, Jürgen Geisen und Horst Rick. Wolfram debütierte am 4. September 1960 bei einem 1:1-Auswärtsremis gegen VfB Oldenburg als linker Verteidiger in der Oberliga Nord. Am folgenden Spieltag, den 11. September, lernte er die Offensivwucht des Nordserienmeisters Hamburger SV im Stadion an der Hamburger Straße kennen. Die „Blau-Gelben“ verloren das Heimspiel mit 2:4 und Wolfram hatte dabei mit Klaus Meyer das Verteidigerpaar vor Torhüter Hans Jäcker gebildet. Die HSV-Tore erzielten Klaus Stürmer und Uwe Seeler mit je zwei Treffern. Am Rundenende belegte die Eintracht den 9. Rang und Wolfram war in 15 Ligaspielen aufgelaufen.
Als in der Saison 1961/62 Studienrat Hans-Georg Vogel das Traineramt von Lindemann bei der Eintracht übernahm, gehörte Wolfram mit 26 Ligaeinsätzen als Verteidiger der Stammelf an. Gemeinsam mit Wolfgang Brase bildete er vor Torhüter Jäcker das Verteidigerpaar. Die Neuzugänge Klaus Gerwien, Helmut Hosung und Gerhard Schrader waren Gründe zur Verbesserung auf den 6. Tabellenrang. Beim Start in die entscheidende Nominierungsrunde 1962/63 für die ab 1963/64 laufende Fußball-Bundesliga, gehörte Wolfram in den ersten Spielen der Hinrunde noch der Stammbesetzung an. Im Lauf der Runde etablierte sich aber bei der Eintracht die Defensive um Torhüter Jäcker, dem Verteidigerpaar Brase/Meyer und der Läuferreihe mit Walter Schmidt, Joachim Bäse und Aykut Ünyazici. Am Rundenende belegte Braunschweig den umkämpften 3. Rang und war damit für die Bundesliga qualifiziert. Wolfram hatte in sieben Einsätzen dazu seinen Beitrag geleistet. Die ersten zwei Jahre gehörte er dem Eintracht-Kader in der Bundesliga an, kam aber zu keinem Pflichtspieleinsatz mehr.